# Crnački papar
Crnački papar (lat. Xylopia aromatica), korisno vazdazeleno drvo iz roda ksilopija, porodica Annonaceae, rašireno po dijelovima Antila i Srednje i Južne Amerike.
Stablo atraktivnog izgleda može narasti 4 do 25 metara visine. Krošnja mu je piramidalna. Sjemenke se lokalno upotrebljavaju kao zamjena za crni papar, Piper nigrum. Imaju sličan okus i miris kao i crni papar.
Listovi djeluju karminativno i tonično

## Sinonimi
- Coelocline lucida (DC.) A.DC.
- Habzelia cubensis A.DC. ex Steud.
- Unona aromatica (Lam.) Dunal
- Unona cubensis Steud.
- Unona lucida DC.
- Unona xylopioides Dunal
- Uvaria aromatica Lam.
- Xylopia cubensis (A.DC. ex Steud.) A.Rich.
- Xylopia dunaliana Planch. & Linden
- Xylopia grandiflora A.St.-Hil.
- Xylopia lucida (DC.) Baill.
- Xylopia xylopioides (Dunal) Standl.
- Xylopicrum aromaticum (Lam.) Kuntze
- Xylopicrum grandiflorum (A.St.-Hil.) Kuntze
- Habzelia aromatica (Lam.) A.DC.
- Habzelia cubensis A.DC. ex Steud.
- Unona aromatica (Lam.) Dunal
- Unona cubensis Steud.
- Unona lucida DC.
- Unona xylopioides Dunal
- Uvaria aromatica Lam.
- Xylopia cubensis (A.DC. ex Steud.) A.Rich.
- Xylopia dunaliana Planch. & Linden
- Xylopia grandiflora A.St.-Hil.
- Xylopia lucida (DC.) Baill.
- Xylopia xylopioides (Dunal) Standl.
- Xylopicrum aromaticum (Lam.) Kuntze
- Xylopicrum grandiflorum (A.St.-Hil.) Kuntze

## Galerija
- X. aromatica
- X. aromatica